# استفتاء استقلال أوكرانيا (1991)
أُجري استفتاء على وثيقة إعلان استقلال أوكرانيا في 1 ديسمبر 1991. ووافقت الأغلبية الساحقة (92.3 ٪ من الناخبين) على إعلان الاستقلال الصادر عن المجلس الأعلى الأوكراني في 24 أغسطس 1991.

## النتائج
أظهرت استطلاعات الرأي في سبتمبر 1991 تأييد 63٪ لصالح الاستقلال، ونمت هذه النسبة إلى 77٪ في الأسبوع الأول من أكتوبر 1991 وإلى 88٪ بحلول منتصف نوفمبر 1991. كما صوت 55٪ من الروس في أوكرانيا لصالح الاستقلال.
| الخيار                | الأصوات    | النسبة |
| --------------------- | ---------- | ------ |
| مع الاستقلال          | 28,804,071 | 92.3   |
| ضد الاستقلال          | 2,417,554  | 7.7    |
| أصوات غير صالحة       | 670,117    | –      |
| المجموع الكلي         | 31,891,742 | 100    |
| عدد الناخبين المسجلين | 37,885,555 | 84.2   |

### النتائج بحسب المنطقة
حظي قانون الاستقلال بتأييد أغلبية الناخبين في كل منطقة من المناطق الإدارية البالغ عددها 27 منطقة وهي: 24 مقاطعة وجمهورية واحدة تتمتع بالحكم الذاتي وبلديتان خاصتان (مدينة كييف ومدينة سيفاستوبول). كان إقبال الناخبين على أقل تقدير في شرق وجنوب أوكرانيا. إن حساب أصوات «نعم» كنسبة مئوية من إجمالي الناخبين يكشف أن نسبة أقل من جميع الناخبين المحتملين في خاركيف ولوهانسك ودونيتسك وأوديسا وشبه جزيرة القرم دعموا الاستقلال الأوكراني مقارنة ببقية البلاد.
| المقاطعة                                                               | صوت بنعم % | صوتوا بـ "نعم"٪ من مجموع الناخبين                             |
| ---------------------------------------------------------------------- | ---------- | ------------------------------------------------------------- |
| جمهورية القرم الاشتراكية السوفيتية المتمتعة بالحكم الذاتي [الإنجليزية] | 54.19      | 37 (مع نسبة إقبال بلغت 60٪ من الناخبين في كل شبه جزيرة القرم) |
| تشيركاسي أوبلاست                                                       | 96.03      | 87                                                            |
| تشرنيهيف أوبلاست                                                       | 93.74      | 85                                                            |
| تشيرنيفتسي أوبلاست                                                     | 92.78      | 81                                                            |
| دنيبروبتروفسك أوبلاست                                                  | 90.36      | 74                                                            |
| أوبلاست دونيتسك                                                        | 83.90      | 64                                                            |
| إيفانو فرانكيفسك أوبلاست                                               | 98.42      | 94                                                            |
| خاركيف أوبلاست                                                         | 86.33      | 65                                                            |
| خيرسون أوبلاست                                                         | 90.13      | 75                                                            |
| خملنيتسكي أوبلاست                                                      | 96.30      | 90                                                            |
| كييف أوبلاست                                                           | 95.52      | 84                                                            |
| كيروفوغراد أوبلاست                                                     | 93.88      | 83                                                            |
| لوهانسك أوبلاست                                                        | 83.86      | 68                                                            |
| لفيف أوبلاست                                                           | 97.46      | 93                                                            |
| ميكولايف أوبلاست                                                       | 89.45      | 75                                                            |
| أوديسا أوبلاست                                                         | 85.38      | 64                                                            |
| بولتافا أوبلاست                                                        | 94.93      | 87                                                            |
| ريفنا أوبلاست                                                          | 95.96      | 89                                                            |
| سومي أوبلاست                                                           | 92.61      | 82                                                            |
| تيرنوبل أوبلاست                                                        | 98.67      | 96                                                            |
| فينيتسا أوبلاست                                                        | 95.43      | 87                                                            |
| فولين أوبلاست                                                          | 96.32      | 90                                                            |
| زاكارباتيا أوبلاست                                                     | 92.59      | 77                                                            |
| زاباروجيا أوبلاست                                                      | 90.66      | 73                                                            |
| زيتومير أوبلاست                                                        | 95.06      | 86                                                            |
| كييف                                                                   | 92.87      | 75                                                            |
| سيفاستوبول                                                             | 57.07      | 36 (مع نسبة إقبال بلغت 60٪ من الناخبين في كل شبه جزيرة القرم) |
| المجموع                                                                | 90.32      | 76                                                            |